# Ріяс – Катіф
Ріяс – Катіф – складова трубопровідної інфраструктури саудійської установки фракціонування Ріяс, запуск якої запланований на 2027 рік.
Отриманий в Ріясі під час фракціонування етан спрямовуватиметься до трубопроводу Ріяс – Джубайль, тоді як пропан та бутан вивозитимуть по системі Ріяс – Джуайма. Що стосується фракції С5+ (газового бензину), то вона має транспортуватись до центральної установки підготовки нафтового родовища Катіф для передачі до існуючої інфраструктури. Для цього призначений трубопровід довжиною 40 км з діаметром 250 мм, який при робочому тиску до 1,3 МПа матиме пропускну здатність до 35 тисяч барелів на добу.